# مذكرات طالب: الحرب الباردة
مذكرات طالب: الحرب الباردة (بالإنجليزية: Diary of a Wimpy Kid: The Meltdown)‏ هي رواية كوميدية تهكمية للأطفال والمراهقين، من تأليف الكاتب جيف كيني. وهو الكتاب الثالث عشر من سلسلة روايات « مذكرات طالب »، بطل الرواية هو الطفل غريغ هيفلي الذي بيدأ مرحلة المدرسة الإعدادية ومحاولة التأقلم مع مدرسته الجديدة. 

## ملخص الكتاب
عندما يغلق الانفجار الشتوي مدرسة غريغ هيفلي المتوسطة، فإنه يحول حيه إلى ساحة معركة، مكتملة بقلع الثلج، والتحالفات، والخيانات، ومعارك كرة الثلج الملحمية. هل سيبقى جريج هيفلي وصديقه المفضل رولي على قيد الحياة؟ أم سيقعان مثل فرسانه الذين لا حول لهم ولا قوة.